# Stokely Hathaway
Stokely Hathaway (nascido em 12 de novembro de 1990) é um empresário e lutador profissional norte-americano. Atualmente, trabalha na All Elite Wrestling (AEW) como manager da dupla FTR (Cash Wheeler e Dax Harwood). É mais conhecido por suas passagens pela Evolve e pela Ring of Honor (ROH). Também atuou na WWE, na divisão NXT, sob o nome de ringue Malcolm Bivens, onde foi empresário do grupo Diamond Mine.

## Carreira na luta livre profissional

### Ring of Honor (2014–2016)
Em 18 de abril de 2014, Hathaway fez sua estreia na Ring of Honor (ROH), formando dupla com Moose em uma luta contra The Brutal Burgers, sendo derrotados. Posteriormente, tornou-se membro da stable vilã The Embassy, liderada por Prince Nana. Atuando sob o nome de Ramon, Hathaway assumiu o papel de manager, gerenciando principalmente Moose. Sua última aparição na ROH ocorreu em 28 de março de 2015.

### Circuito independente (2016–2019)
Após deixar a Ring of Honor em 2016, Hathaway passou a atuar no circuito independente, trabalhando para promoções como a Beyond Wrestling. Durante esse período, ele gerenciou um grupo chamado "The Dream Team", que incluía Maxwell Jacob Friedman (MJF), Faye Jackson e Thomas Sharp. Hathaway também esteve envolvido em uma rivalidade com Orange Cassidy.

### Evolve (2016–2018)
Em 2 de abril de 2016, no evento EVOLVE 59, Hathaway estreou na Evolve como empresário de TJP, onde seu cliente foi derrotado por Tommy End. Após um breve período gerenciando Timothy Thatcher, Hathaway tornou-se membro da principal stable da Evolve, a Catch Point, permanecendo como manager. Ele teve sua primeira luta na Evolve no evento EVOLVE 110, onde fez equipe com Chris Dickinson e Dominic Garrini em uma derrota para The Skulk. No evento EVOLVE 111, Hathaway e Dickinson enfrentaram Tracy Williams em uma luta onde as carreiras de Hathaway e Williams estavam em jogo. Hathaway perdeu a luta, encerrando sua carreira na EVOLVE. Apesar disso, ele fez uma aparição surpresa em 8 de setembro de 2018, no evento EVOLVE 113, onde foi derrotado por Chris Dickinson, marcando sua última aparição na Evolve.

### Major League Wrestling (2017–2018)
Em 2017, Hathaway começou a trabalhar na Major League Wrestling (MLW) como empresário da Black Friday Management. Durante seu tempo na MLW, ele gerenciou Low Ki, contribuindo para o desenvolvimento da carreira do lutador na promoção. Em março de 2018, com o início das transmissões televisivas da MLW pela beIN Sports, Hathaway e outros talentos, como Matt Riddle, Darby Allin e Priscilla Kelly, deixaram a empresa devido a compromissos com outras promoções. Para justificar sua saída, a MLW criou uma storyline na qual Hathaway foi sequestrado por indivíduos mascarados e levado em um carro, desaparecendo dos programas da empresa. Em outubro de 2018, Hathaway reapareceu brevemente em um episódio do MLW Fusion, anunciando que estaria presente no evento MLW Fightland, realizado em 8 de novembro em Chicago. No entanto, após essa aparição, ele não voltou a aparecer nos programas da MLW.

### WWE (2019–2022)
Em 11 de março de 2019, a WWE anunciou a contratação de Hathaway, revelando que ele já estava no WWE Performance Center. Inicialmente, atuou sob o nome de Court Moore, gerenciando Babatunde. Posteriormente, adotou o nome de Malcolm Bivens e passou a gerenciar lutadores como Jermaine Haley. Em 16 de maio de 2019, começou a gerenciar a dupla Rinku Singh e Saurav Gurjar, formando a stable Bivens Enterprises. No entanto, essa storyline foi encerrada, e Bivens foi retirado da televisão por um período. Em dezembro de 2020, retornou ao NXT como empresário de Tyler Rust. Em 22 de junho de 2021, Bivens e Rust foram revelados como membros da stable Diamond Mine, ao lado de Hachiman e Roderick Strong. Posteriormente, a stable também passou a incluir os Creed Brothers (Brutus e Julius) e Ivy Nile. Em 29 de abril de 2022, Bivens foi liberado de seu contrato com a WWE. Segundo relatos, ele havia recusado uma oferta de renovação contratual antes de sua liberação.

### All Elite Wrestling / Retorno ao ROH (2022–presente)

#### The Firm (2022–2023)
Em 29 de maio de 2022, Hathaway fez sua estreia na All Elite Wrestling (AEW) durante o evento Double or Nothing, ao se aliar à campeã do TBS, Jade Cargill. Ele assinou um contrato com Cargill em um acordo informal, conforme revelou posteriormente em entrevista. Nos meses seguintes, Hathaway recrutou lutadores como Ethan Page, Lee Moriarty, Colten Gunn, Austin Gunn e Big Bill para formar a stable "The Firm". Durante o evento All Out de 2022, Hathaway e seus aliados atacaram os participantes da Casino Ladder Match, permitindo que o "Joker" mascarado, que mais tarde se revelou como MJF, conquistasse a oportunidade pelo título mundial da AEW. Em 14 de setembro de 2022, no episódio do *AEW Dynamite*, Hathaway revelou o nome de sua stable e a apresentou como a equipe de apoio de MJF. No entanto, em 26 de outubro de 2022, MJF demitiu Hathaway após ele desobedecer ordens, resultando na dissolução da The Firm.

#### Gerenciamento de Kris Statlander (2024–2025)
Após um período atuando como autoridade no Ring of Honor, Hathaway retornou ao papel de manager em 2024, inicialmente gerenciando Kris Statlander e Willow Nightingale. Ele iniciou uma campanha para conquistar a confiança de ambas, incluindo mensagens de apoio de figuras como Kurt Angle e George Santos. Em 26 de maio de 2024, no evento Double or Nothing, após Nightingale ser derrotada por Mercedes Moné, Hathaway criticou Nightingale até ser empurrado por Statlander, aparentemente encerrando sua parceria com Nightingale. No entanto, momentos depois, Statlander atacou Nightingale, revelando que o incidente havia sido uma encenação e restabelecendo sua aliança com Hathaway. Em 10 de agosto de 2024, no evento All In, Nightingale e Tomohiro Ishii derrotaram Hathaway e Statlander em uma luta mista. Após a derrota de Statlander para Nightingale no All Out, Hathaway e Statlander encerraram sua parceria, com a justificativa de que Statlander havia cobrado uma quantia significativa de Hathaway por danos físicos e emocionais, embora isso não tenha sido abordado nos programas da AEW.

#### Gerenciamento do FTR (2025–presente)
Em 23 de abril de 2025, no episódio do AEW Dynamite, Hathaway retornou à televisão como o novo empresário da equipe FTR (Cash Wheeler e Dax Harwood).

## Campeonatos e Conquistas
- Alpha-1 Wrestling
  - Campeão do A1 Outer Limits Championship (1 vez) – conquistado em 13 de agosto de 2017 em uma luta fatal 4-way[21]

- Prêmios e Reconhecimentos
  -     - Wrestling Observer Newsletter
      - Melhor Não-Lutador (2022) [22]

  - WrestlePurists Awards
    - Melhor Não-Lutador do Ano (2022) – 3º lugar[23]

  - 411Mania Wrestling Awards
    - Melhor Não-Lutador do Ano (2022) – 5º lugar[24]

  - Smark Out Moment AEW Awards
    - Menção Honrosa – Melhor Manager (2024) [25]